# 유식 (배우)
유식(柳植, 1958년 1월 14일 ~ )은 대한민국의 배우이다.
1976년 연극배우 첫 데뷔한 그는 MBC 문화방송 공채 19기 탤런트(1989년) 출신이다.

## 학력
- 전주고등학교

## 출연작

### 텔레비전 드라마
- 2013년 tvN《환상거탑》
- 2010년 SBS《자이언트》… 백파 주변 인물 역
- 2010년 SBS《대물》
- 2007년 MBC《에어시티》
- 2005년 SBS《온리 유》… 한이준의 어머니가 사모하는 남자 역
- 2005년 MBC《제5공화국》… 안현태 역
- 2005년 MBC《사랑찬가》… 비서실장 역
- 2003년 SBS《애정만세》
- 2003년 MBC《로망스》… 술집 사장 역
- 2002년 MBC《리멤버》
- 2001년 MBC《가을에 만난 남자》… 서경환 역
- 1998년 SBS《삼김시대》… 한화갑 역
- 1998년 MBC《종합병원》… 산부인과 의사 역
- 1994년 MBC《제3공화국》… 손영길 역, 이병철의 아들 역
- 1994년 MBC《마지막 승부》… 농구코치 역
- 1993년 MBC《엄마의 바다》… 치과의사 역
- 1991년 MBC《MBC 베스트극장》-〈목련과 소쩍새〉
- 1990년 MBC 《대원군》 ... 월남 이상재 역
- 1990년 MBC《나의 어머니》… 극중 나문희의 둘째아들 역
- 1989년 KBS2 《달빛가족》
- 1986년 MBC《한지붕 세가족》… 극중 임예진의 중학교 은사 역
- MBC 《전원일기》… 숩박사재판관 역
- MBC 《 베스트셀러극장》
- KBS<ㄹ마게임》…극중 윤미라의 상대 설계사 역
- EBS 청소년드라마 《언제나 푸른 마음》… 체육교사 역

### 기타 프로그램
- 2002년 KBS 《이것이 인생이다》- 214화 또하나의사랑
- 1999년 iTV 시트콤 《닥터 닥터》 … 바바리맨 역

### 영화
- 1994년 《게임의 법칙》… 조폭 수사 담당 검사 역
- 1992년 《걸어서 하늘 까지》